# Lake Forest High School (Illinois)
Lake Forest High School, oder kurz LFHS, ist eine öffentliche Vier-Jahres-High School in Lake Forest, einem wohlhabenden Vorort in der Metropolregion Chicagos, Illinois, in den Vereinigten Staaten. Es ist die einzige öffentliche Schule des Lake Forest Community High School District 115, die als solche den Gemeinden von Lake Forest, Lake Bluff, Knollwood, sowie kleineren Teilen von Mettawa und North Chicago dient. Die Schüler kommen von der Lake Bluff Middle School, der Lake Forest Country Day School, der School of St. Mary's und der Deer Path Middle School.

## Geschichte
Die LFHS wurde im Jahre 1935 gebaut. Die jüngsten Ergänzungen erfolgten im Jahr 2008, dabei wurde ein allgemeiner Bereich überarbeitet und eine neue Kantine und ein Musikflügel erbaut, sowie andere kleinere Anpassungen vorgenommen.

## Campus
Die High School hat sowohl ein Studiotheater und Auditorium sowie ein Fernsehstudio mit 5.500 Videokassetten. Es hat auch Computerräume, eine EDV-Bibliothek mit CD-ROM-Abfragen, schulische Publikationseinrichtungen, Fotolabor und spezielle Bildungseinrichtungen. Die Sporteinrichtungen sind sehr nahe an den Wohnorten und umfassen eine Kletterwand, ein Olympia-Schwimmbecken mit Sprungturm und gute ausgestattete Schulsporthalle.
Zum Campus gehören ein großer Sportplatz (für Feld-Hockey, Lacrosse und Ultimate) und einer Laufbahn und einen Footballplatz mit zwei Tribünen. Da die Schule sehr nahe an Wohngebieten liegt, hat die Stadt Lake Forest nicht erlaubt, das die Schulfootballmannschaft Flutlicht verwendet, aber im Jahr 2006 erlaubte die Stadt einmalig die Nutzung des Flutlichtes für ein Nachtspiel. Im Jahr 2007 wurde durch ein Referendum die Verlegung des Footballspiele auf den Westcampus, wo Flutlicht gestattet ist, gefordert. Das Referendum führte zu einer überwältigenden 2/3 Mehrheit, und die anschließenden Umbauten erfolgten in zwei Phasen. Die erste Phase, die während des laufenden 2007/2008 Schuljahr absolviert wurde, führte zum Bau des Musikflügels und die Erneuerung des Westcampus einschließlich Bau eines Varsity-Feld. Die zweite Phase, im August 2008 abgeschlossen, beinhaltete Um- und Neubauten im Ostcampus mit einer neuen Mensa, einem großen Atrium und Bibliothek, sowie den Bau von Verwaltungsbüros auf dem westlichen Campus, zusätzlich wurden auf dem Westcampus ein neuer Kunstrasen-Footballplatz mit Flutlicht erbaut.

## Akademisches
Im Jahr 2005 schlossen 98,9 % der Senior-Klasse die LFHS ab. Die High School wurde in die „Top-million“- und „Most-Successful“-Listen der National Association of Secondary School Principals, The New York Times, The Washington Post, und des Parade magazine aufgenommen. Die durchschnittliche Klassengröße beträgt 19,3. Lake Forest hat den Adequate Yearly Progress der Prairie State Achievements Examination, einen staatlichen Testteil des No Child Left Behind Act, gemacht.
Im Jahr 2010 hatte die Lake Forest High School einen mittleren ACT-Composite-Score von 26,5 – einen der höchsten im Bundesstaat. Der nationale Durchschnitt betrug 21,1. SAT-Mittelwerte waren 601 in Critical Reading, in Mathematik 621 sowie 594 in Literatur.
Die durchschnittliche Lehrzeit der Mitglieder des Lehrkörpers beträgt 11,3 Jahre; etwa 96 % der Fakultätsmitglieder haben einen Master- oder höheren Abschluss. Es gibt 156 zertifizierte Mitarbeiter; dadurch wird eine Schüler-Lehrer-Relation von 12,7 geschaffen.
Zusammen mit den typischen Kursangeboten, die LFHS umfasst auch 22 AP-Klassen und 41 Honors Class. Als Advanced-Placement-Kurse werden angeboten: Biologie, Calculus AB und BC, Chemie, Programmierung, Informatik, Wirtschaft, Umweltwissenschaft, Französisch V und VI, Deutsch, Latein IV und V, Literaturanalyse und -kritik, Moderne Europäische Geschichte, Musiktheorie, Psychologie, Physik B und C, Politikwissenschaft, Spanisch V, Statistik, Studiokunst, Amerikanische Geschichte und Weltgeschichte.
Die Lake Forest High School Foundation wurde im Jahr 2002 gegründet und nahm als Stiftungsziel, die Finanzierung der notwendigen Ressourcen zu ermöglichen, um die pädagogische Erfahrung der Studenten, Dozenten und Mitarbeiter der Lake Forest High School zu unterstützen und bereichern. Diese Stiftung ist dazu da, Lake-Forest-High-School-Schülern und -Dozenten die Finanzen, die sie brauchen, um sich besser auszubilden zu können, bereitzustellen. Die Lake Forest High School Foundation vergab bisher über 150 Stipendien, in einer Höhe von etwa 950.000 US-Dollar.

## Aktivitäten
- Amplification
- Art/Photo Club
- Astronomy Club
- Chess Club
- Congressional Debate
- CROYA
- Debate
- Environmental Club
- EuroChallenge
- Forensics Team
- Global Connections
- Human Rights Club
- International Club
- Japanese Animation
- Jazz Band
- Junior State of America
- Math Team
- Men’s Club
- National Forensic League
- Model United Nations
- National Honor Society
- National Forensic League
- Red Cross Club
- SADD
- Sailing Club
- Scholastic Bowl
- Science Olympiad
- Scout Buddies
- Senior Class
- Student to Student
- Student Council
- Tech Crew
- Theatre
- Ultimate Frisbee
- Women’s Club
- YAK
- Yearbook
- Young Idea

## Alumni
- Melinda Beck, 1973 – frühere Verlegerin der Newsweek, heutige Verlegerin des Wall Street Journal
- Alan Benes, 1990 – Major-League-Baseball-Pitcher, 1995–2003: St. Louis Cardinals, Chicago Cubs und Texas Rangers
- Andrew Bird, 1991 – Musiker
- Mat Devine – Lead-Sänger von Kill Hannah
- Dave Eggers, 1988 – Autor und Schriftsteller
- William D. Eggers, 1985 – Schriftsteller und Berater
- Charlie Finn – Schauspieler
- Matt Grevers, 2003 – Schwimmer, Olympiasieger 2008 4 × 100 m
- Rob Pelinka, 1988 – Sportagent, Vizepräsident und Geschäftsführer der Los Angeles Lakers
- Phil Rosenthal, 1981 – Kolumnist der Chicago Tribune
- Jane Skinner, 1985 – Moderatorin bei Fox News Channel; Ehefrau des NFL-Commissioners Roger Goodell
- McKey Sullivan, 2007 – Gewinner von America’s Next Top Model, Cycle 11
- Catherine Warren, 2002 – Miss Illinois USA 2006
- Tim Weigel, 1963 – Sportagent
- Vince Vaughn, 1988 – Schauspieler
- Danny Berardini, 2011 – NCAA All-American Turner der University of Oklahoma